# تپه میان سراوان ۱شاهسوند
تپه میان سراوان ۱شاهسوند مربوط به دوره اشکانیان - دوران‌های تاریخی پس از اسلام است و در شهرستان صحنه، بخش مرکزی، روستای شاهسوند واقع شده و این اثر در تاریخ ۱۸ خرداد ۱۳۸۴ با شمارهٔ ثبت ۱۱۸۳۴ به‌عنوان یکی از آثار ملی ایران به ثبت رسیده است.